# Siegfried Ochs
Siegfried Ochs, född 19 april 1858 i Frankfurt am Main, död 6 februari 1929 i Berlin, var en tysk musiker. 
Ochs studerade vid Polytechnikum i Darmstadt, Heidelbergs universitet samt vid Berlins musikhögskola. Han blev där ledare av den filharmoniska kören, som han utbildade till en mönsterinstitution, knappast överträffad i utförandet av högre vokalverk, som till exempel Johann Sebastian Bach. Ochs komponerade bland annat den komiska operan Im Namen des Gesetzes (1888), visor, duetter och pianostycken.